# Adîlbek Japarov
Adîlbek Üsönbek uulu Japarov (în kîrgîză Акылбек Үсөнбек уулу Жапаров; n.  ?) este un politician kîrgîz care a ocupat funcția de președinte al Cabinetului de Miniștri al Kîrgîzstanului între 2021 și 2024. El l-a înlocuit pe Ulukbek Maripov⁠(d), care fusese numit în această funcție de către președintele Sadâr Japarov la 5 mai 2021. Aqılbek a deținut simultan și funcția de șef al administrației prezidențiale în timpul mandatului președintelui Japarov.
Având o pregătire în domeniul economic și inginereasc, Japarov a ocupat anterior mai multe funcții, în principal economice, în cadrul guvernelor lui Akaiev și Kurmanbek Bakiev⁠(d), inclusiv cea de ministru al economiei și finanțelor între 26 martie 2005 și 27 decembrie 2007, în timpul președinției lui Bakiiev, după Revoluția Lalelelor.

## Biografie
Japarov s-a născut la 14 septembrie 1965 în Balykchy, regiunea Issâk-Kul, într-o familie de intelectuali: tatăl său, Usenbek Japarov, era medic, iar mama sa, Begayim Sarynzhieva, ingineră.
A absolvit în 1981 școala medie „A 40-a Aniversare a Comsomolului” din raionul Kochkor. În timpul anilor de școală, s-a remarcat ca lider important în cadrul Komsomolului. În 1986, a absolvit cu onoruri Universitatea Tehnică Kîrgîză, obținând o diplomă în inginerie civilă; pe parcursul studiilor, a fost bursier Lenin. În 2002, Japarov a obținut o diplomă în Sisteme fiscale financiare și Managementul organizațiilor de la Academia de Finanțe și Economie din Bișkek.
Între 1987 și 1991, a predat la Universitatea Tehnică Kîrgîză. A fost activ în viața instituției și în societate, fiind secretar al comitetului Comsomol al institutului, membru al Comisiei Centrale de Control a Comitetului Central al Comsomolului și al Consiliului Central al brigăzilor studențești de construcții ale Comsomolului.

## Cariera politică
Japarov și-a început cariera politică în iulie 1992, ca șef al Departamentului pentru politica de tineret din cadrul administrației prezidențiale a lui Askar Akaievici Akaiev, funcție pe care a deținut-o până în 1993. În octombrie 1993, a devenit secretar executiv și șef de cabinet al Partidului Social-Democrat din Kîrgîzstan, poziție pe care a ocupat-o până în aprilie 1995. Între 1995 și 1996, a fost asistent al prim-viceprim-ministrului. A fost secretar al Comisiei Naționale pentru Piața de Capital între 1996 și noiembrie 1997, apoi șef al Departamentului pentru Colectarea Plăților din cadrul Inspectoratului Fiscal de Stat, subordonat Ministerului de Finanțe, din noiembrie 1997 până la 20 aprilie 2000.
În perioada 20 aprilie 2000 – martie 2005, Japarov a fost deputat în Adunarea Legislativă, fosta cameră superioară a Consiliului Suprem, fiind ales pe lista blocului electoral Uniunea Forțelor Democrate. A fost membru al grupului parlamentar „Regiunile Kîrgîzstanului” și a ocupat funcția de președinte al Comisiei pentru taxe, vamă și alte impozite din cadrul Adunării Legislative.
După Revoluția Lalelelor, care a dus la înlăturarea președintelui Akaiev, Japarov a fost numit ministru al economiei și finanțelor în guvernul lui Kurmanbek Bakiev⁠(d), funcție pe care a deținut-o din 26 martie 2005 până la 27 decembrie 2007. În această calitate, a purtat negocieri interguvernamentale cu Ucraina privind cooperarea comercială, economică, științifică, tehnică și culturală. Din 27 decembrie 2007 până în octombrie 2009, a fost ministru al dezvoltării economice și comerțului. Ulterior, a deținut funcția de prim-viceprim-ministru din 22 octombrie 2009 până în 2010. Japarov a fost un susținător al aderării Kîrgîzstanului la programul pentru Țările Sărace Puternic Îndatorate (HIPC), sprijinit de Banca Mondială și Fondul Monetar Internațional.
La 1 iunie 2021, Japarov a fost numit vicepreședinte al Cabinetului de Miniștri și ministru al economiei și finanțelor de către președintele Sadâr Japarov. La 12 octombrie 2021, prin decret prezidențial, a fost numit președinte interimar al Cabinetului de Miniștri, înlocuindu-l pe Ulukbek Maripov⁠(d). A doua zi, la 13 octombrie 2021, a fost numit oficial președinte al Cabinetului de Miniștri de către președintele Sadâr Japarov.
La 16 decembrie 2024, Adîlbek Japarov a fost demis de președintele Sadâr Japarov, fiind înlocuit cu prim-vicepreședintele Adîlbek Kasîmaliev.

## Controverse

### Corupție
O investigație realizată de jurnaliștii de la Temirov Live a relevat legături între rude apropiate ale lui Adîlbek Japarov și cea mai mare companie din Malta specializată în servicii pentru afaceri offshore. Compania este deținută de Peter Mamo, care este și directorul firmelor Globalico Holdings Limited — unde fiul lui Japarov este director general — și Alfatronics Limited, administrată de o rudă apropiată a acestuia, care ocupa și funcția de adjunct în Ministerul Economiei și Finanțelor din Kîrgîzstan.
Jurnaliștii au descoperit, de asemenea, că firma Perfin Services Limited, care, potrivit OCCRP, deține toate companiile menționate anterior, are legături directe cu soția lui Adîlbek Japarov.
La 29 mai 2017, potrivit unui comunicat al Comitetului de Stat pentru Securitate Națională, Serviciul Anticorupție al comitetului a deschis un dosar penal pentru corupție. Ancheta viza alocarea ilegală, în anul 2009, a 200 de milioane de soms către compania MIS.

### Fraudă fiscală
În 2020, compania MIS, asociată cu soția lui Japarov, a fost suspectată de evaziune fiscală la scară mare. Potrivit poliției financiare, principalii acționari ai MIS erau două entități: compania offshore E.C.L. și o persoană fizică identificată ca J.A.B., respectiv Anara Japarova, soția unui oficial de rang înalt — în acest caz, Adîlbek Japarov. Informații despre deținerea de acțiuni în MIS de către Japarova fuseseră raportate deja în 2017 de Comitetul pentru Securitate Națională.
Conform datelor Ministerului Justiției, Anara Japarova figura și ca directoare a mai multor companii: ICE MAX, Tridas, DAMAS-PHARM, Damas Ala-Too, Alma Agro și Tridas Milk. În cazul companiei Damas Ala-Too, un alt fondator era Globalico Holdings, înregistrată la Camera de Comerț și Industrie ca operator al hotelului Damas.
Directorul Globalico Holdings este Ulan Abykeev, care conduce și Ala-Too Impex, fondată de EURASIA CAPITAL LIMITED.
Poliția financiară a raportat că firmele deținute de soția lui Japarov au provocat un prejudiciu statului de 90 de milioane de soms. Din această sumă, 28 de milioane au fost returnate.

### Acuzații de plagiat
La 11 septembrie 2018, site-ul Dissernet a publicat dovezi privind plagiatul în lucrarea de doctorat a lui Adîlbek Japarov. Conform analizei, 122 din cele 234 de pagini ale tezei sale, intitulată „Strategia modernizării economice a Republicii Kîrgîze (aspecte monetare și financiare)” și susținută în 2009, erau copiate din alte surse, reprezentând un procent de 48% din conținutul lucrării. O mare parte fusese preluată din cartea lui Shailobek Musakodzhoev „Introducere în economie. Fundamente de macroeconomie. Afaceri (microeconomie)”. Dissernet a acuzat public ulterior plagiatul lui Japarov.

### Nepotism
După evenimentele din octombrie 2020, fratele lui Adîlbek Japarov – Rahatbek Japarov – a fost numit în funcția de vicepreședinte al Serviciului Penitenciar de Stat. Cumatrul său, Nurbek Alimov, deține o funcție înaltă ca șef al Vămii Nord-Est. Cariera acestuia a cunoscut o ascensiune rapidă după schimbarea guvernului în octombrie 2020, avansând în doar un an de la inspector principal al Centrului de Vamă la șef interimar al Direcției pentru Securitate Internă și Anticorupție a Serviciului Vamal. Ginerelui lui Japarov, Eldar Alisherov, ocupă funcția de ministru pentru cooperare vamală în cadrul Comisiei Economice Eurasiatice.
Legea privind serviciul public și serviciul municipal din Republica Kîrgîză interzice ocuparea unor funcții în care pot apărea relații de subordonare sau control între persoane cu relații apropiate de rudenie.

## Viață personală
Adîlbek Japarov este căsătorit și are două fiice, Saadat și Azhar, și un fiu, Maksat. Este autorul mai multor lucrări, printre care Taxe: ieri, azi, mâine, Strategii pentru modernizarea economică, Modernizarea economiei kîrgîze, precum și a numeroase articole de presă. Vorbește limbile kirghiză, rusă, engleză și turcă.
În 2014, în contextul unor acuzații publice privind fraude imobiliare, Irina Karamușkina, membră a Consiliului Suprem, a afirmat că Japarov deține mai multe clădiri, inclusiv hotelul Damas International din Bișkek, cu o valoare estimată la 6 milioane de dolari.

## Distincții
- 1995 – Medalia comemorativă „1000 de ani de la Epopeea lui Manas”[3]
- Cetățean de onoare al regiunii Narân din Republica Kîrgîză[3]
- 2002 – Economist emerit al Republicii Kîrgîze[3]
- 7 iunie 2007 – Medalia „Sheriktesh” („Comunitate”) a Ministerului Afacerilor Interne al Republicii Kîrgîze[3]
- 13 iunie 2007 – Ordinul Mihail Lomonosov al Academiei pentru Securitate, Apărare și Aplicarea Legii din Federația Rusă[3]